# 디크먼 스트리트역 (IND 8번로선)
디크먼 스트리트역(Dyckman Street)은 뉴욕 지하철 IND 8번로선의 역으로, 맨해튼 북부 내 인우드의 브로드웨이와 디크먼가 교차로에 위치한다. 전시간 A 열차가 운행한다.

## 역사
맨해튼에 200번가(200th Street)라고 하는 거리가 전혀 없었음에도 불구하고 디크먼 스트리트역은 이전에 디크먼 스트리트-200번가(Dyckman Street–200th Street)로 명명되었다. 1932년 9월 10일, 이 역은 인디펜던트 서브웨이 시스템(IND)의 초기 구간인 8번로선 챔버스 스트리트와 207번가 구간의 일부로 개장했다. 전 노선의 건설 비용에는 1억 9천 120만 달러가 들었다. 이 역은 운영 시작부터 급행 운행을 지원했다. 제공되었다.
이 역은 2015-2019 MTA 캐피털 프로그램의 일환으로 재건될 계획이 있었다.

## 역 구조
| G         | 거리층            | 출구                                                                                                 |
| B1 승강장 | 상대식 승강장     | 상대식 승강장                                                                                        |
| B1 승강장 | 북행              | ← 인우드-207번가 방면 (시·종착역) ← 시·종착 선로(출퇴근 시간 일부)                                   |
| B1 승강장 | 차량사업소 연결선 | ← 정규운행 없음                                                                                      |
| B1 승강장 | 차량사업소 연결선 | ← 정규운행 없음                                                                                      |
| B1 승강장 | 남행              | ← 파락어웨이-모트 애비뉴, 오존 파크-레퍼츠 블러바드 또는 락어웨이 파크-비치 116번가 방면 (190번가) → |
| B1 승강장 | 상대식 승강징     | |
| B2        | 지하 횡단로       | 반대편 승강장을 오가는 횡단로                                                                        |

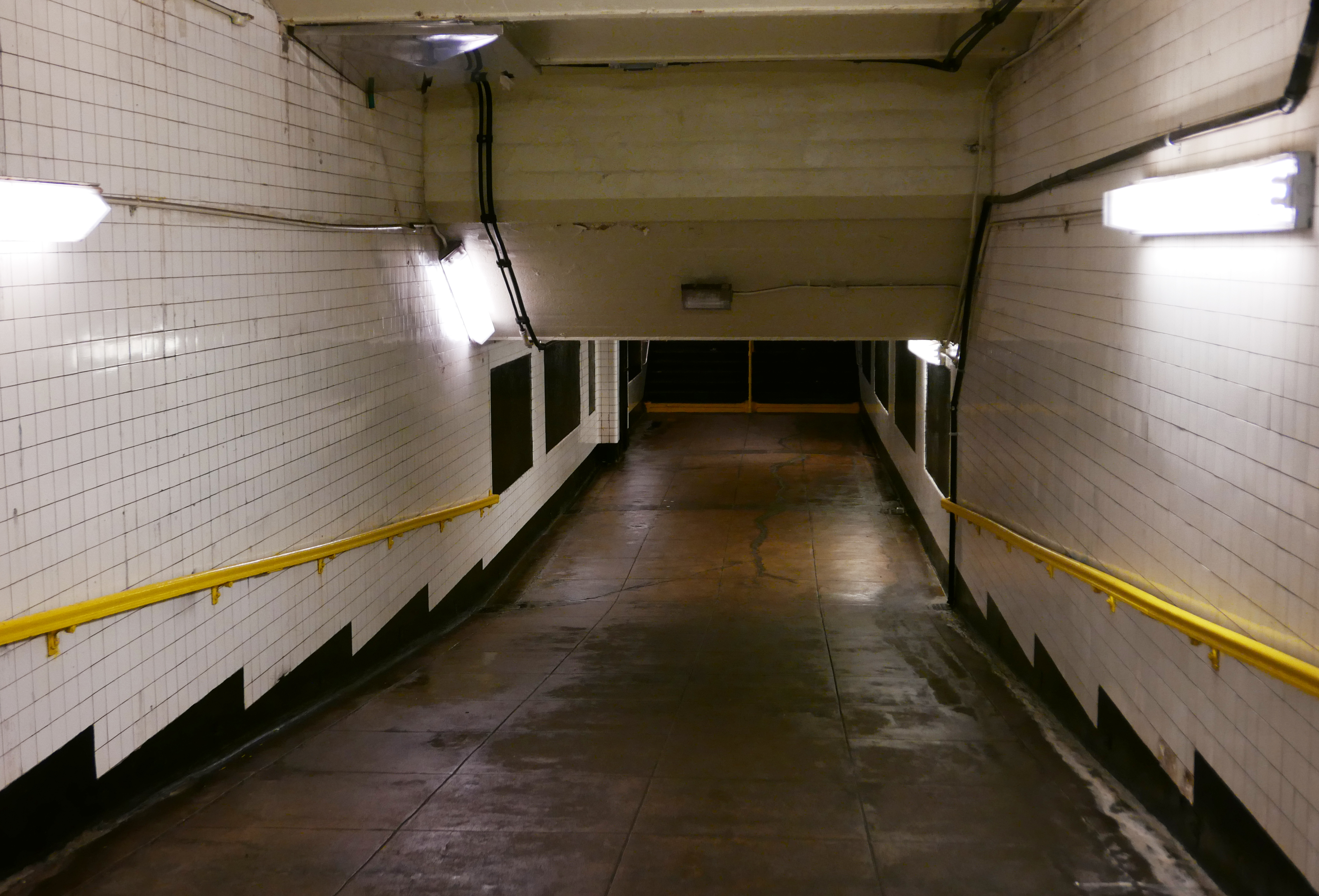
역 횡단로

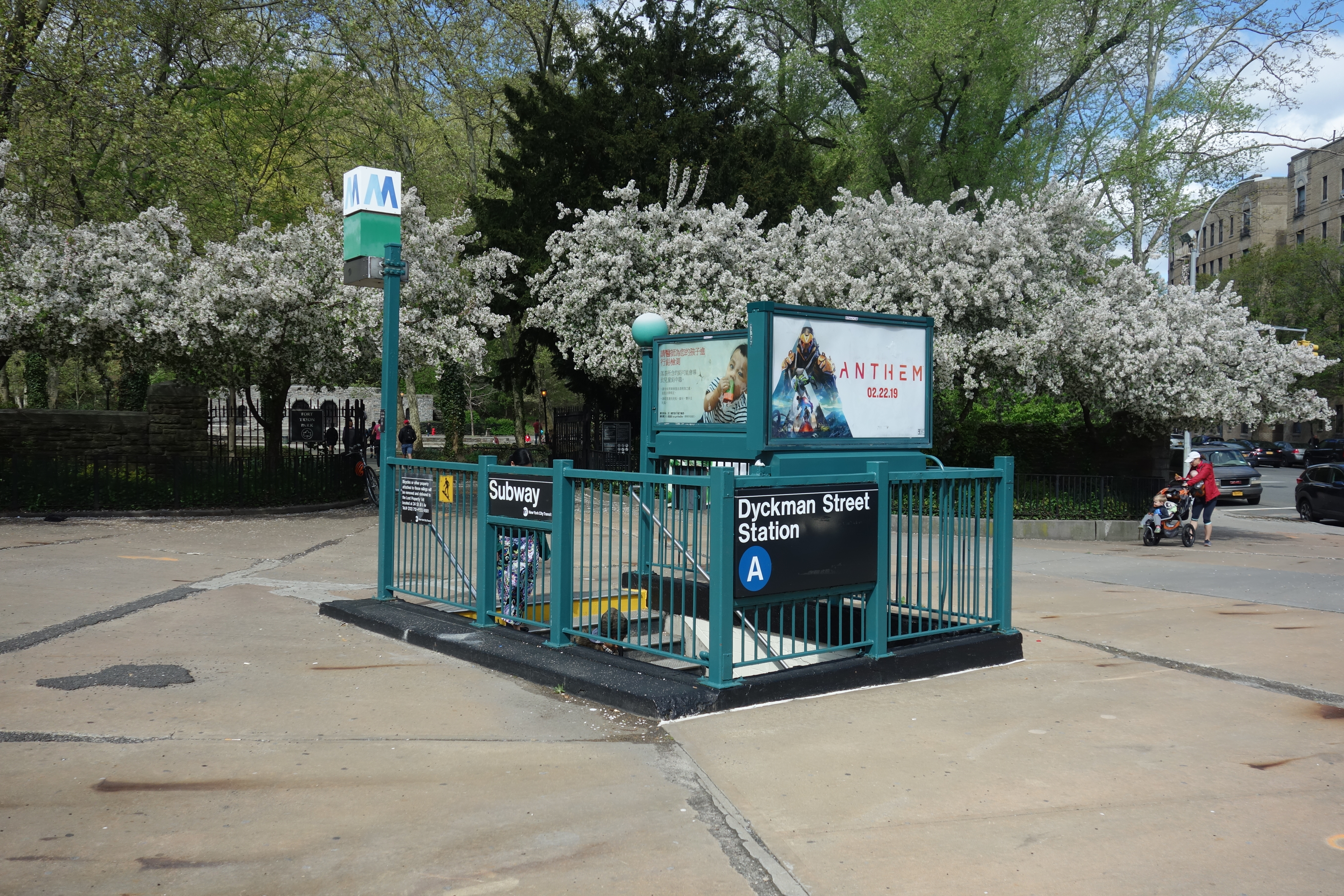
포트 트라이언 공원 앞 출구

4개의 선로와 2개의 상대식 승강장이 있어 뉴욕 지하철의 일반적인 완행역과 매우 흡사하다. 두 개의 외부 선로는 207번가역으로 연결되며 두 개의 중앙 선로는 207번가 차량사업소(207th Street Yard)로 연결된다. 중앙 선로 2개는 이 역 남쪽의 바깥쪽 선로와 합쳐지고 북쪽의 4개 선로 사이에는 다이아몬드 크로싱 평면교차가 있다. 열차 주박, 경로 변경 또는 비상시에 사용할 수 있다. 아침 출근 시간에는 일부 북행 A열차가 이곳에서 종착한 후 이 역 북쪽 중앙 선로로 전환하여 운행이 중단되고 차량기지로 옮긴다.
두 승강장 벽에는 트림 라인이 없지만 "DYCKMAN–200TH ST."이라고 표시된 모자이크 역명판이 있다. 갈색 바탕에 검은색 테두리에 흰색 산세리프 문자로, 검은색 바탕에 흰색 번호의 작은 "200" 타일이 역명판 사이의 벽을 따라 배치되었다. 노란색 I-빔 기둥은 두 승강장을 따라 일정한 간격으로 이어지며, 일정 간격으로 흰색 문자 "Dickman Street"에 검은색 배경의 표준 역명판이 있다. 일부 여전히 "200"으로 표시되어 있다. 승강장간을 횡단하는 지하도가 있다.

### 출구
각 승강장에는 동일층의 운임 구역이 하나 있으며, 운임 구역 내부에 횡단로가 있다. 남행 승강장에는 전체 높이 개찰구 토큰 부스가 있다. 여기에는 세 개의 거리 계단이 있는데, 그 중 두 개는 건물 내부에 지어졌고 브로드웨이와 디크먼가의 북서쪽 모퉁이로 연결된다. 다른 계단은 포트 트라이언 공원 북쪽 끝에 있는 브로드웨이와 리버사이드 드라이브의 남서쪽 모퉁이로 연결된다.
인우드–207번가역은 노선의 다음이자 마지막 정거장이기 때문에, 북행 승강장 쪽의 운임 구역에는 전체 높이 하차 개찰구와 계단 4개만 포함하고 있으며, 그 중 2개는 브로드웨이와 디크먼가의 북동쪽 모퉁이로, 나머지 2개는 남동쪽 모퉁이로 연결된다.

## 인은 역세권
- 디크먼 팜하우스 박물관(Dyckman Farmhouse Museum)[13]
- 포트 트라이언 공원(Fort Tryon Park)[13]
- 인우드 힐 공원(Inwood Hill Park)[13]